# Limnocottus pallidus
Limnocottus pallidus, vrsta ribe iz porodice škarpinki (Scorpaeniformes) koja kao endem živi u Bajkalskom jezeru u Rusiji. Naraste do 13 ili 14 centimetara dužine, a teži do 16 grama.
Živi na dubinama od 150 do 1000 metara. Na ruskom jeziku naziva se Узкая широколобка